# Sclethrus satoi
Sclethrus satoi es una especie de insecto coleóptero de la familia Cerambycidae. Estos longicornios son endémicos de Célebes (Indonesia).
Mide entre 13,9 y 19 mm.